# Alaimus striatus
Alaimus striatus är en rundmaskart som beskrevs av Loof 1964. Alaimus striatus ingår i släktet Alaimus och familjen Alaimidae. Inga underarter finns listade i Catalogue of Life.